# Estado Novo (Portugal)
Estado Novo (também referida, não consensualmente, como Segunda' República Portuguesa), cujo nome oficial era apenas República Portuguesa, foi o regime político ditatorial, autoritário, autocrata e corporativista de Estado que vigorou em Portugal durante 41 anos ininterruptos, desde a aprovação da Constituição Política da República Portuguesa de 1933 até à sua queda pela Revolução de 25 de Abril de 1974, tendo como figura tutelar e principal ideólogo António de Oliveira Salazar.
Ao Estado Novo alguns historiadores chamam Segunda República Portuguesa, por exemplo a História de Portugal de José Hermano Saraiva e a obra homónima de Joaquim Veríssimo Serrão. No entanto, tal designação jamais foi assumida pelo regime salazarista, sendo também uma designação negada por muitos opositores ao regime que veem o atual período democrático como a verdadeira Segunda República. Dado o apoio inicial que o Estado Novo recebeu por parte de alguns monárquicos e integralistas, a questão do tipo de regime manteve-se em aberto até 1950–1951. Apesar da oposição das Forças Armadas e do ministro da Defesa Nacional Fernando dos Santos Costa a uma mudança de regime, com a morte do presidente da República Óscar Carmona em 1951, a restauração da Monarquia chegou a ser proposta por Mário de Figueiredo e Augusto Cancela de Abreu, verificando-se então uma decisiva oposição à mudança por parte de Salazar, Marcello Caetano e Albino dos Reis.
A designação oficial de "Estado Novo", criada sobretudo por razões ideológicas e propagandísticas, serviu para assinalar a entrada num novo período político aberto pela Revolução de 28 de Maio de 1926 que ficou marcado por uma conceção tecnicamente presidencialista, autoritária e antiparlamentar do Estado. Nesse sentido, o Estado Novo encerrou o período do liberalismo em Portugal, abrangendo nele não só a Primeira República (1910–1926), como também o constitucionalismo monárquico (1822–1828; 1834–1910).
Como regime político, o Estado Novo foi também chamado salazarismo, em referência a António de Oliveira Salazar, o seu fundador e líder. Salazar assumiu o cargo de Ministro das Finanças em 1928 e tornou-se, nessa função, a figura preponderante no governo da ditadura militar, o que lhe valeu o epíteto de "Ditador das Finanças". Obtendo enorme sucesso num curto espaço de tempo, ficou posteriormente conhecido como o "Mago das Finanças". Ascendeu a Presidente do Ministério (mais tarde Presidente do Conselho de Ministros) em julho de 1932 e esteve em funções até ao seu afastamento por doença em 1968, nunca chegando a ter conhecimento de que já não era o presidente do Conselho de Ministros. A designação "salazarismo" reflete a circunstância de o Estado Novo se ter centrado na figura do "chefe" Salazar e ter sido muito marcado pelo seu estilo pessoal de governação. Porém, o Estado Novo abrange também o período em que o sucessor de Salazar, Marcello Caetano, chefiou o governo (1968–1974). Caetano assumiu-se como "continuador" de Salazar mas, vários autores preferem autonomizar esse período do Estado Novo e falar de marcelismo. Marcello Caetano ainda pretendeu rebatizar publicitariamente o regime ao designá-lo por "Estado Social", "mobilizando uma retórica política adequada aos parâmetros desenvolvimentistas e simulando o resultado de um pacto social que, nos seus termos liberais, nunca existiu", mas a designação não se enraizou.
Ao Estado Novo têm sido atribuídas as influências do maurrasianismo, do Integralismo Lusitano, da doutrina social da Igreja, bem como de alguns aspetos da doutrina e prática do fascismo italiano, regime do qual adotou o modelo do partido único e, até certo ponto, do corporativismo de Estado.
A Ditadura Nacional (1926–1933) e o Estado Novo de Salazar e Marcello Caetano (1933–1974) foram, conjuntamente, o mais longo regime autoritário na Europa Ocidental durante o século XX, estendendo-se por um período de 48 anos.

## Nascimento do Estado Novo
A Ditadura Nacional (1928–1933), regime de exceção dirigido por militares, com uma estrutura constitucional provisória e suspensão das garantias consignadas na Constituição de 1911, precedeu a instauração formal do Estado Novo (1933). Após a eleição por sufrágio direto, mas como único candidato, do general Óscar Carmona para Presidente da República em 1928, este, tendo em atenção a incapacidade dos anteriores governantes, nomeadamente o general Sinel de Cordes, para resolver a crise financeira, chamou António de Oliveira Salazar, especialista em finanças públicas da Faculdade de Direito da Universidade de Coimbra, para assumir o cargo de Ministro das Finanças. Salazar aceitou o encargo com a condição, que lhe foi garantida, de poder supervisionar os orçamentos de todos os ministérios e de ter direito de veto sobre os respetivos aumentos de despesas. Impôs então uma forte austeridade e um rigoroso controlo de contas, principalmente aumentando os impostos e reduzindo as despesas públicas, conseguindo assim um saldo orçamental positivo logo no primeiro ano de exercício (1928–29).
Aconselhado e apoiado por António Ferro, que viria a chefiar o aparelho de propaganda do Estado Novo, o SPN, Salazar soube servir-se da imprensa (que lhe era maioritariamente favorável, mantendo a restante sob apertada censura), assim como das recém-criadas emissoras de radiodifusão — o Rádio Clube Português, a católica Rádio Renascença e a Emissora Nacional estatal —, todas suas apoiantes. Soube também aproveitar as lutas entre as diferentes fações da ditadura, especialmente entre monárquicos e republicanos, para consolidar o seu poder e ganhar mais prestígio. Tendo-se tornado indispensável à ditadura, o presidente da República consultava-o em cada remodelação ministerial.
Salazar procurou então, com o apoio do general Carmona, dar um rumo estável à chamada Revolução Nacional que impedisse um "regresso à normalidade constitucional" da Primeira República, para a qual alguns generais da ditadura se inclinavam. Por isso, em 1930, depois de vencida por Salazar a resistência do general Ivens Ferraz, este criou, a partir do governo e com fundos provenientes do orçamento do Estado, a União Nacional, espécie de "frente nacional", como lhe chamou, a qual devia proporcionar o apoio necessário à construção de um novo regime, o Estado Novo, concebido e integralmente desenhado por Salazar.
A União Nacional era uma organização em parte idêntica aos partidos únicos dos regimes autoritários surgidos na Europa entre as duas guerras mundiais, se bem que, ao contrário desses, tivesse sido integralmente construída de cima para baixo e não se apoiasse num pujante movimento de massas preexistente. A União Nacional, cujo papel foi sempre muito pouco determinante na prática política do Estado Novo, simbolizava acima de tudo o carácter nacionalista, antidemocrático e antipluralista do regime.
Nenhuma lei proibia expressamente os partidos políticos enquanto tais, mas Salazar considerava que, existindo a União Nacional, os antigos partidos tinham sido colocados fora da lógica do novo regime, acabando todas as organizações e movimentos políticos existentes por serem obrigados a coibir-se de qualquer atuação pública. Alguns, como o Partido Comunista (PCP) ou o movimento anarcossindicalista da Confederação Geral do Trabalho passaram a atuar na clandestinidade ou no exílio, outros, como o Partido Socialista Português e o Integralismo Lusitano, foram levados a extinguir-se em 1932–1933. O Movimento Nacional-Sindicalista, de Francisco Rolão Preto foi proibido após a tentativa de revolução levada a cabo por elementos seus a partir do quartel da Penha de França, acrescentando a nota oficiosa de 29 de julho de 1934, que decretava a sua extinção, que se tratava de um movimento inspirado em "certos modelos estrangeiros".
Em 1932 foi publicado o projeto de uma nova constituição, que seria aprovada por referendo popular em 1933 (embora o texto da constituição mencionasse plebiscito, na realidade o que houve foi tecnicamente um referendo). Nesse referendo as abstenções foram contadas como votos favoráveis, falseando o resultado. Com esta constituição, Salazar criou finalmente o seu modelo político, o Estado Novo, e tornou-se o "Chefe" da Nação portuguesa.

## Caracterização geral

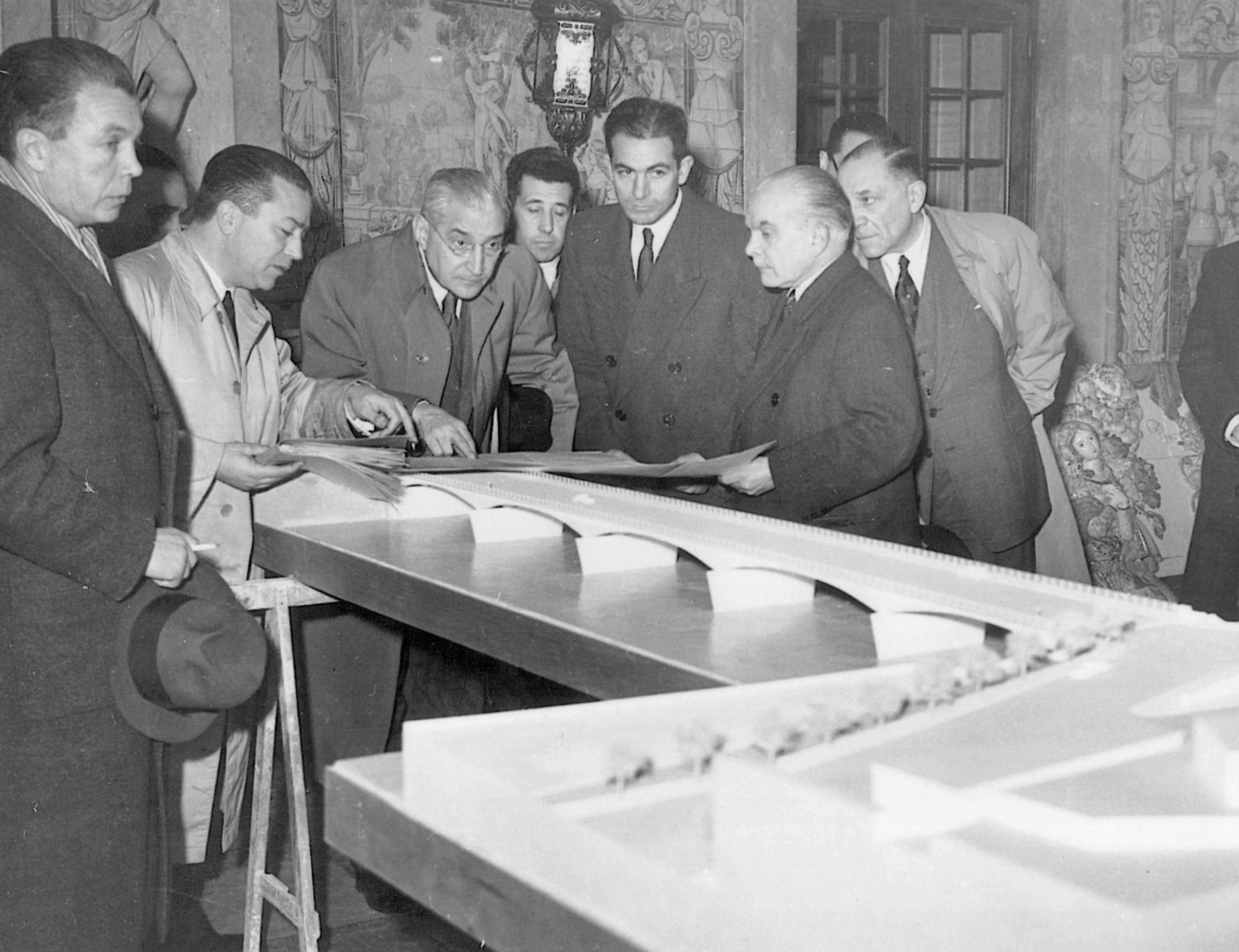
António de Oliveira Salazar, fundador e líder do Estado Novo, visita obras da Ponte de Santa Clara em Coimbra.

O Estado Novo (1933–1974) foi um regime autoritário, conservador, nacionalista, corporativista de Estado de inspiração fascista, parcialmente católica e tradicionalista, de cariz antiliberal, antiparlamentarista, anticomunista e colonialista, que vigorou em Portugal. O regime criou a sua própria estrutura de Estado e um aparelho repressivo (PIDE, colónias penais para presos políticos, etc.) característico dos chamados estados policiais, apoiando-se na censura, na propaganda, nas organizações paramilitares (Legião Portuguesa), nas organizações juvenis (Mocidade Portuguesa), no culto do líder e na Igreja Católica.

## Um regime fascista
Independentemente do modo como o regime de Salazar se via a si próprio, a questão gira em torno de saber em que características, essenciais ou secundárias, o Estado Novo diferiu do padrão fascista: existência ou não de movimento de massas, papel do partido único, estrutura, lugar e papel dos sindicatos e corporações no Estado, características e estilo de governação do chefe carismático, grau de autonomia do poder judicial, liberdades públicas, nível de repressão das oposições políticas, independência da Igreja Católica. Nos pontos citados, com efeito, há diferenças e semelhanças entre o Estado Novo e o fascismo: há diferenças flagrantes no papel atribuído ao "movimento de massas" e no estilo de governação do chefe; há semelhanças muito vincadas no papel do partido único e no lugar dos sindicatos e das corporações na estrutura do Estado, assim como no cercear das liberdades públicas e no nível de repressão das oposições políticas.
Para muitos, parece não haver dúvida de que se trata de um regime fascista, de um fascismo catedrático, de um quase fascismo ou, até, segundo o politólogo Manuel de Lucena, de um "fascismo sem movimento fascista". Para outros, tratar-se-ia de um regime autoritário e conservador de inspiração simultaneamente católica e fascistizante (especialmente durante a sua primeira fase, até ao final da Segunda Guerra Mundial) — o que, por sua vez, tem levado certos autores a apontar a influência doutrinária do denominado clero-fascismo (clerico-fascismo em italiano, clerical-fascism em inglês), que aproximaria o Estado Novo do regime austríaco do austríaco Engelbert Dollfuss (também dito austro-fascismo) e, em parte, do franquismo. O Estado Novo, materialização do pensamento político de Salazar, foi certamente um regime político com algumas características singulares no panorama dos regimes autoritários do seu tempo — como o foram, aliás, todos os outros movimentos e regimes autoritários nascidos na Europa da primeira metade do século XX.
Em matéria de política externa, sobretudo, o Estado Novo marcou uma sensível diferença relativamente aos regimes do Eixo, embora já não tanto em relação a Espanha, tendo os dois países signatários do Pacto Ibérico, de 1939, mantido uma difícil neutralidade durante a Segunda Guerra Mundial e adotado, depois dessa, uma semelhante política de aliança com a Europa Ocidental e os Estados Unidos no quadro formal da NATO (Portugal) ou à margem desta (Espanha).

## Características principais do Estado Novo

### Corporativismo
O Estado Novo foi considerado pelos seus ideólogos como um "Estado corporativo", definindo-se oficialmente como uma "República Corporativa", devido à forma republicana de governo e à vertente doutrinária e normativa corporativista, refletida no edifício das leis (Constituição política, Estatuto do Trabalho Nacional e numerosa legislação avulsa) e na configuração do próprio Estado (Câmara Corporativa, corporações, Ministério das Corporações, Instituto Nacional do Trabalho e Previdência, sindicatos nacionais de direito público, grémios nacionais, grémios da lavoura, casas do povo, casas dos pescadores, comissões reguladoras, etc.).
Salazar considerou o corporativismo como a faceta do seu regime com maiores potencialidades futuras, mas a sua implantação prática foi muito gradual e, sobretudo, obedeceu a um padrão de "corporativismo de Estado" e não a um figurino de "corporativismo de associação", que poderia ter conferido um maior papel à iniciativa privada e à autorregulação da sociedade civil.
Várias personalidades apoiantes do Estado Novo apresentaram aquele regime político como tendo sido inspirado nas doutrinas corporativas do Integralismo Lusitano. Alguns integralistas lusitanos, no entanto, cedo se demarcaram daquele regime, considerando-o como um corporativismo de Estado de inspiração fascista e, como tal, uma falsificação grosseira das suas doutrinas corporativas de associação. O integralista Hipólito Raposo, ao classificar em 1940 o Estado Novo como um regime autocrático — a "Salazarquia" — foi preso, e deportado para os Açores.

### Antiparlamentarismo e antipartidarismo
O regime político-constitucional que vigorou durante o Estado Novo é considerado antiparlamentar e antipartidário, uma vez que o único partido político aceite pela força política, que na altura era responsável pela apresentação de candidaturas aos órgãos eletivos de poder, foi a União Nacional, sendo que os restantes foram ilegalizados, o mesmo aconteceu mais tarde com as associações políticas. Era permitida, em alguns atos eleitorais, a apresentação de listas não afetas à União Nacional, mas a sua existência era apenas consentida momentaneamente e era impossível a eleição de qualquer candidato dessas listas, pois a fraude eleitoral ou a repressão provocada pela polícia política (PIDE) provocava o esvaziamento de candidatos afetos a essas ou porque se encontravam presos ou porque desistiam por falta de condições.

### Concentração de poderes no Presidente do Conselho de Ministros
Nesse regime autoritário, o Governo tem simultaneamente o poder executivo e o legislativo (o Governo pode decretar decretos-lei que se sobrepõem às leis aprovadas pela Assembleia Nacional), e por sua vez os poderes do Governo estão fortemente centralizados e reforçados nas mãos do Presidente do Conselho de Ministros (chefe do governo). O Presidente da República tinha somente funções meramente cerimoniais, embora tivesse o poder de escolher e demitir o Presidente do Conselho de Ministros. Mas esse poder nunca foi utilizado, visto que o cargo de Presidente da República era sempre ocupado por um partidário da União Nacional e apoiante do Presidente do Conselho de Ministros.
António de Oliveira Salazar, no sentido de inviabilizar a vitória do general Humberto Delgado nas eleições presidenciais de 1958, por este ser contra a ideologia do regime, propôs a revisão constitucional onde a eleição, até àquela altura era feita por sufrágio direto, passou a ser feita por sufrágio indireto, através de um colégio eleitoral.
Esta medida, a par com a inviabilização dos partidos políticos que já tinham sido ilegalizados na constituição original, sendo permitidos no entanto candidaturas de movimentos independentes, levou a um aumento e a uma concentração dos poderes no Presidente do Conselho de Ministros, que era já visto como o real detentor dos destinos de Portugal.

### Outras características do regime
- Tal como outros regimes autoritários da época, o Estado Novo possuía lemas para mostrar resumidamente a sua ideologia e doutrina: "Tudo pela Nação, nada contra a Nação" e "Deus, Pátria, Família" são os mais conhecidos e utilizados;
- O Estado Novo autoritário declarava-se limitado pelo direito e pela moral cristã, considerando, por isso, não ser classificável como um regime totalitário, considerando-se sempre um Estado de direito e uma democracia orgânica;
- Era contra o liberalismo político, apesar da existência de um parlamento (função legislativa) — a Assembleia Nacional — e de uma Câmara Corporativa (função meramente consultiva) com alguma liberdade de palavra, mas representando apenas os setores apoiantes do regime, organizados na União Nacional (que Caetano mudará para Ação Nacional Popular), a unanimidade era a tónica desses órgãos visto serem compostos exclusivamente por apoiantes do regime;
- O culto do chefe, Salazar (e depois, sem grande êxito, Marcello Caetano), que é representado como um chefe paternal, mas austero, eremita "casado com a Nação", sem as poses bombásticas e militaristas dos seus congéneres Francisco Franco, Benito Mussolini ou Adolf Hitler; Salazar era muitas vezes mencionado como um "ungido de Deus", o "salvador da Pátria", ou o "redentor da Nação";
- Uma ideologia com forte componente católica, associando-se o regime à Igreja Católica através da Concordata de 1940; essa concordata concede vastos privilégios à Igreja, bem diferente do paganismo hitleriano;
- Um serviço de censura prévia às publicações periódicas, emissões de rádio e de televisão, e de fiscalização de publicações não periódicas nacionais e estrangeiras, protegendo permanentemente a doutrina e ideologia do Estado Novo e defendendo "a moral e os bons costumes";
- O regime apoia-se na propaganda política (fundando o Secretariado de Propaganda Nacional, a SPN) para difundir "os bons costumes", a doutrina e a ideologia defendida pelo Estado Novo;
- Apoia-se nas organizações juvenis (Mocidade Portuguesa) para ensinar aos jovens a ideologia defendida pelo regime e ensiná-los a obedecer e a respeitar o líder;
- Uma polícia política repressiva (conhecida por PVDE, depois PIDE e finalmente DGS), omnipresente e detentora de grande poder, que reprime apenas qualquer oposição política expressa ao regime, de acordo com critérios de seletividade pontual, nunca se responsabilizando por crimes de massas, ao contrário das suas congéneres italiana e especialmente alemã, a PIDE semeia o terror, o medo e o silêncio nos setores oposicionistas que fossem ativos na sociedade portuguesa, protegendo o regime de qualquer oposição organizada, e com visibilidade pública; os opositores políticos mais ativistas eram interrogados e, aqueles que apoiavam ou pertenciam a organizações que defendiam a luta armada contra o Regime ou que tinham ligações às potências inimigas de Portugal eram por vezes torturados e detidos em prisões (ex.: Prisão de Peniche e Prisão de Caxias) e campos de concentração (ex: Tarrafal, em Cabo Verde);
- Além da PIDE, o regime apoia-se também nas organizações paramilitares (Legião Portuguesa) para proteger o regime das ideologias oposicionistas, principalmente o comunismo;
- Um discurso e uma prática anticomunistas, tanto na ordem interna como na externa, que leva o regime a combater o comunismo e a aliar-se ao lado dos Estados Unidos, durante a Guerra Fria, juntando-se à NATO, em 1949;
- O sistema educacional é controlado pelo regime (uma educação nacionalista e ideológica) e centra-se na exaltação dos valores nacionais (ex.: o passado histórico, o grande Império Colonial Português, a religião, a tradição, os costumes, o serviço à comunidade e à Pátria, a solidariedade humana numa perspetiva cristã, o apego à terra…), no ensinamento e difusão da ideologia estatal aos jovens; teme as pessoas de correntes políticas diferentes que têm um nível educacional alto e que defendem ou o capitalismo ou o comunismo, com os quais Salazar mantinha uma relação de desconfiança (no primeiro caso) e de total rejeição (no segundo caso), visto que se orientava pela doutrina social da Igreja, que defendia uma solução económica de pequena iniciativa privada (para maior distribuição de riqueza) e de maior proteção dos assalariados/trabalhadores do que aquela que existia normalmente nos sistemas capitalistas de então;
- Um projeto nacionalista e colonial que pretende manter à sombra da bandeira portuguesa vastos territórios dispersos por vários continentes, "do Minho a Timor", mas rejeitando a ideia da conquista de novos territórios (ao contrário do expansionismo do Eixo) e que é mesmo vítima da política de conquista alheia (caso da Índia Portuguesa) e no qual radica a manutenção de uma longa guerra colonial começada em 1961, uma das causas do desgaste e queda do regime, para proteger os seus territórios ultramarinos;
- O regime era extremamente cauteloso nas relações diplomáticas, principalmente durante a década 1930 e 1940, o que leva Salazar, por um lado, a assinar um pacto com a vizinha Espanha franquista e anticomunista e, por outro, a hesitar longamente entre o Eixo (compostos por ditaduras) e os Aliados (compostos por democracias e pela União Soviética, um regime comunista) durante a Segunda Guerra Mundial;
- Uma economia capitalista controlada e regulada por cartéis constituídos e supervisionados pelo Governo, detentores de grandes privilégios, conservadores, receosa da inovação e do desenvolvimento, que só admitirá a abertura da economia e a entrada regulada de capitais estrangeiros numa fase tardia da história do regime, na década de 1950;
- O regime era muito conservador, tentando controlar o processo de modernização do País, pois Salazar temia que se essa não fosse controlada, iria destruir os valores religiosos, culturais e rurais da Nação.[carece de fontes?] Esse medo de uma modernização segundo os modelos capitalistas puros que imperavam no mundo ocidental contribuiu, depois da Segunda Guerra Mundial, para o distanciamento progressivo de Portugal em relação a outros países ocidentais, principalmente nas áreas das ciências, da tecnologia e da cultura;
- O regime, devido ao carácter conservador de Salazar, teimava e prevenia a sua evolução a par das tendências políticas mundiais, optando por se isolar quando sujeito a pressões externas que exigiam a sua mudança, e somente nos seus últimos anos, durante o período de Marcello Caetano, experimentou uma renovação "liberal", tentativa logo fracassada pelo bloqueio por parte da extrema-direita;
- Uma forte tutela sobre o movimento sindical, proibindo todos os sindicatos, excetuando aqueles controlados pelo Estado (os sindicatos nacionais), e procurando organizar os operários e os patrões de cada profissão em corporações, organizações controladas pelo Estado que pretendiam conciliar harmoniosamente os interesses do operariado e do patronato, prevenindo assim a luta de classes e a agitação social e protegendo os interesses/unidade da Nação (objetivo principal do regime);
- A ilegalização da Maçonaria em Portugal, através da lei n.º 1901, de 21 de maio de 1935.[17] Todos os funcionários públicos eram obrigados a assinar uma declaração rejeitando a Maçonaria e garantindo não serem membros dela, antes de poderem tomar posse nos seus cargos. A sede do Grande Oriente Lusitano (o Grémio Lusitano), foi confiscada e encerrada sendo entregue à Legião Portuguesa que nela instalou a sua sede. Dentro do regime, no entanto, havia várias personalidades destacadas com um passado de filiação ou afinidades maçónicas, caso do presidente da República Óscar Carmona (sendo esta informação não confirmada), e do primeiro presidente da Assembleia Nacional José Alberto dos Reis, mas que, todavia, não opuseram qualquer resistência à ilegalização das chamadas «associações secretas», e que, pelo contrário, a apoiaram.
- Uma predominância de académicos, em particular professores de direito (Salazar, Caetano, Fezas Vital, José Alberto dos Reis, Manuel Rodrigues Jr...), o que valeu ao regime o apelido de «ditadura de doutores»[18].

## Presidentes da República durante o Estado Novo
- António Óscar de Fragoso Carmona (1933–1951)
- António de Oliveira Salazar (1935; 1951) (presidente interino, momentaneamente entre o fim de um mandato e a tomada de posse de Carmona e, novamente, desde a morte de Carmona até à eleição de Craveiro Lopes)
- Francisco Higino Craveiro Lopes (1951–1958)
- Américo Deus Rodrigues Tomás (1958–1974)

## Presidentes do Conselho de Ministros durante o Estado Novo
- António de Oliveira Salazar, presidente do Ministério (1932–1933), presidente do Conselho de Ministro (1933–1968)
- Marcello José das Neves Alves Caetano, presidente do Conselho de Ministros (1968–1974)

## Lemas
- "Deus, Pátria, Família."
- "Estado Forte"
- "Tudo pela Nação, nada contra a Nação."
- "Quem não é patriota, não pode ser considerado português,"
- "Persistentemente, teimosamente, não somos demais para continuar Portugal."
- "Havemos de chorar os mortos, se os vivos o não merecerem."
- "Beber vinho é dar o pão a um milhão de portugueses."
- "Enquanto houver um português sem trabalho e sem pão a Revolução continua"
- "Temos uma Doutrina. Somos uma Força"
- "Orgulhosamente sós"[19]
- "Renovação na continuidade"

## Reorganização geral de Portugal levado a cabo pelo Regime
Nos primeiros anos do Estado Novo, Salazar, o seu "chefe", teve o difícil trabalho de efetuar uma reorganização geral de Portugal, particularmente nas áreas política, económico-financeira, social e cultural. O seu principal objetivo era restabelecer a ordem e a estabilidade nacional. Mas, mesmo que estas já estivessem restauradas em Portugal, Salazar defendia que ele iria continuar a Revolução Nacional enquanto no país ainda continuasse a haver uma única pessoa sem condições de vida aceitáveis. Com esta afirmação, ele revelou que não iria abandonar o poder.

### Economia e Finanças
Quando Salazar chegou ao poder, efetuou muitas reformas económico-financeiras, como a diminuição substancial das despesas do país e a instituição de inúmeras taxas, conseguindo assim equilibrar as finanças (naquele tempo e mesmo agora, era considerado um "milagre" para muitos portugueses) e aumentando o valor do escudo. Tentou combater a inflação, regulando simultaneamente os preços dos produtos e os salários.
Durante a Segunda Guerra Mundial, o Estado Novo conseguiu manter Portugal neutro neste conflito militar sangrento. Devido ao desequilíbrio dos sistemas de produção da maioria dos países europeus, Portugal ficou privado de importações e isto causou o aumento da produção nacional, incentivado pelo regime. Durante boa parte do conflito, a balança comercial portuguesa manteve saldo positivo, com as exportações a ultrapassarem as importações, facto que não se verificava desde há dezenas de anos, e que até à atualidade ainda não voltou a verificar-se. Portugal exportava predominantemente produtos têxteis, metais e volfrâmio para os países europeus em guerra (fossem eles apoiantes do Eixo ou dos Aliados), acumulando assim muitas divisas e desenvolvendo de certa forma a economia portuguesa. Esta situação económica conseguiu também atenuar os problemas provocados pela Guerra Civil Espanhola (1936–1939) e pela própria Segunda Guerra Mundial, que trouxeram consigo o racionamento dos alimentos e um disparo temporário da inflação.
Na década de 1950, começou a abrir-se a economia ao estrangeiro e permitiu-se a entrada regulada de capitais estrangeiros, desenvolvendo muito a economia (principalmente a indústria química e metalomecânica, o turismo, os transportes e o setor energético) e as infraestruturas, principalmente pontes, estradas e barragens. É também neste período que o País entrou na Associação Europeia de Comércio Livre – EFTA (1959). A partir desta década, até à morte de Salazar em 1970, o produto interno bruto de Portugal teve um crescimento anual de 5,66 %.
Mas, mesmo com este grande crescimento económico, a economia portuguesa, continuando a ser predominantemente rural e a ser altamente supervisionada pelo regime, continuava a ser atrasada em relação às grandes economias da Europa, embora menos do que durante a Primeira República. No fim da década de 1960, Portugal era um dos países com um rendimento per capita mais baixo da Europa, significando que possuía uma mão de obra barata e muita gente vivia da agricultura de subsistência, que não é geradora de rendimentos, embora tal não signifique que existisse desemprego real, ou que não houvesse produção abundante de alimentos. Havia, contudo, fortes desequilíbrios regionais em Portugal, com as cidades (principalmente as que ficam junto ao litoral) a expandir-se e a beneficiarem do crescimento económico, e as zonas rurais a continuarem a não se desenvolver ao mesmo ritmo, apesar do crescente número de vias de comunicação e outras infraestruturas (rede elétrica, etc.) que nelas iam sendo construídas. O atraso no desenvolvimento das zonas rurais, aliado ao súbito aumento da população a chegar à idade adulta (provocado pela melhoria das condições de saúde e pela diminuição da mortalidade infantil), fez com que se verificasse um excesso populacional e uma certa aversão ao atraso que se vivia nos campos, o que levou quase dois milhões de pessoas, na grande maioria delas oriundas das zonas rurais, a emigrar ou para as cidades que então estavam a crescer, ou para o estrangeiro, principalmente França, Estados Unidos, Canadá e República Federal da Alemanha (entre os que emigraram para o estrangeiro, contavam-se também muitos jovens que desejavam apenas fugir ao cumprimento do serviço militar em África).
Com o decorrer da Guerra Colonial Portuguesa, o desenvolvimento de Portugal a nível económico-financeiro abrandou, devido sobretudo às enormes despesas militares efetuadas pelo regime.

### Relações internacionais após a Segunda Guerra Mundial
O discreto apoio de Portugal aos Aliados a partir do fim da Segunda Guerra Mundial com a concessão da Base Aérea das Lajes aos britânicos e depois aos norte-americanos granjeou a Portugal um lugar no seio das alianças dos países capitalistas no pós-guerra. Desta forma, Portugal foi membro fundador da Organização para a Cooperação e Desenvolvimento Económico (OCDE) em 1948, da Organização do Tratado do Atlântico Norte (NATO) em 1949 e da Associação Europeia de Comércio Livre (EFTA) em 1960. Para além disso foi dos primeiros membros admitidos à Organização das Nações Unidas (ONU) em 1955 juntamente com outros quinze países que até aí tinham contado com o veto de um dos membros permanentes do Conselho de Segurança: os Estados Unidos vetavam a entrada de países socialistas e a União Soviética vetava a entrada de países capitalistas.
Após 1961 e até 1974, a posição portuguesa na ONU sofreu com a questão colonial. Enquanto a organização insistia com Portugal para que integrasse as colónias na lista de territórios não autónomos e as começasse a preparar para a independência, Portugal, primeiro na pessoa de Salazar e depois na de Marcello Caetano, insistia que as colónias não eram "territórios não autónomos", mas partes integrantes de um Portugal "uno do Minho a Timor".
Neste contexto, quando em 1961 a União Indiana invadiu o Estado Português da Índia em claríssima violação das suas obrigações decorrentes da Carta das Nações Unidas, uma proposta de resolução do Conselho de Segurança condenando a Índia pela agressão foi rejeitada devido ao veto da URSS.

### A questão do Ultramar
O Estado Novo mantém a ideologia colonialista da Primeira República pelo que procurou ativamente manter as suas possessões ultramarinas, consideradas pelo regime uma das fontes do prestígio e orgulho nacional. Por esta razão, Salazar sempre se preocupou com os problemas do Ultramar e tentou resolvê-los. Logo em 1930, promulgou-se o Ato Colonial, mas nas décadas de 1950 e 1960, apareceram novos problemas e necessidades, por isso Salazar e os seus Governos começaram a evoluir o Conceito Ultramarino Português e terminaram por se definir uma nova Solução e Política Ultramarina Portuguesa. Mas, devido aos erros efetuados por Salazar (com uma idade já muito avançada naquela época) e ao novo panorama internacional (a condenação do colonialismo e a descolonização em massa de muitas colónias), os povos das províncias ultramarinas portuguesas começaram também a procurar a sua autodeterminação e isto causou a Guerra do Ultramar (1961–1974). Portugal conseguiu manter três frentes de guerra durante os anos 60 e 70 até ao 25 de Abril, sustentadas fundamentalmente pelo forte crescimento económico verificado durante todo esse período. Apesar da pressão internacional encabeçada pela ONU, pela administração Kennedy e pela Santa Sé (audiência concedida por Paulo VI aos movimentos de libertação), no sentido de Portugal conceder a independência aos territórios ultramarinos, a verdade é que Portugal conseguiu manter intactas as suas relações com os seus aliados históricos, tendo inclusivamente reforçado os seus laços políticos e comerciais com os seus parceiros europeus (membro fundador da NATO, adesão à EFTA em 1962, acordo comercial com a CEE em 1972).

### Ordem e estabilidade
Salazar, além de reorganizar as finanças e de reanimar a economia, investiu nos setores da educação básica (construção de milhares de escolas primárias), da saúde (construção de um número considerável de hospitais e centros de saúde, então designados por "casas do povo") e das infraestruturas (barragens, estradas e abastecimento elétrico a algumas vilas e aldeias portuguesas), trouxe também estabilidade e ordem ao país, efetuando a corporativização da Nação. Contudo, esta estabilidade foi conseguida à custa da proibição de todos os partidos políticos (à exceção da União Nacional), à repressão e por vezes perseguição dos alegados "destabilizadores" da Nação (designação que era aplicada tanto àqueles que defendiam uma oposição organizada como aos bombistas ou elementos de partidos com ligações a potências inimigas de Portugal, suspeitos de espionagem a favor das mesmas), aliados ao controlo do ensino, à formação de organizações juvenis e paramilitares a favor do Estado, à proibição de greves e à censura de certas publicações. Outro fator que contribuiu para a obtenção da estabilidade foi a manutenção da neutralidade portuguesa na Segunda Guerra Mundial, e a reparação das relações entre Portugal e a Igreja Católica (a maioria dos portugueses são católicos, muitos deles devotos) com uma concordata.
Todavia, na década de 1960, o País começou a sentir alguma instabilidade por causa da crescente ação dos opositores democráticos, com uma presença crescente, desejando liberdade e, principalmente, o fim da Guerra do Ultramar (1961–1974). Esta situação instável veio a agravar-se na década de 70, com a continuação da Guerra e com a "renovação em continuidade" de Marcello Caetano (ele, o substituto de Salazar, afirmava querer renovar e tentar "liberalizar" o regime, mas não teve sucesso, o que resultou num enfraquecimento ainda maior do mesmo).

## O Estado Novo e a Guerra Civil Espanhola
Na Guerra Civil Espanhola, deflagrada em julho de 1936, estava fundamentalmente em causa a vitória da jovem democracia republicana espanhola (apoiada sobretudo, e numa coexistência difícil, pelas forças políticas e sindicais da esquerda, com um papel muito relevante na luta do Partido Comunista de Espanha) ou por uma reação heterogênea de inspirações tradicionalistas, fascistas e monárquicas em Espanha, que poderia influenciar toda a Península Ibérica e supor uma nova vitória do fascismo e do autoritarismo de direita na Europa.
Por esta razão, o Estado Novo, liderado pelo antiparlamentarista Salazar, alinhou-se com o general nacionalista Francisco Franco, sendo discutido pelos historiadores se foram ou não enviadas forças militares portuguesas para Espanha (o que nunca foi reconhecido oficialmente). Segundo o espanhol Ramón Tamames, as unidades de "Viriatos" (voluntários portugueses que combatiam do lado do general Franco e os rebeldes espanhóis) integraram perto de oito mil homens. Do outro lado, calcula-se que os portugueses que lutaram nas unidades do exército da República (milícias, carabineiros, unidades de segurança…) foram de uns dois mil, muitos destes trabalhadores emigrados e temporais ou opositores ao regime salazarista que já viviam no país vizinho, sendo poucos os que se inscreveram nas Brigadas Internacionais.
A posição e a ação (sobretudo diplomática), a nível regional e internacional, de Portugal sobre o conflito espanhol contribuíram muito significativamente para que a causa não parlamentar republicana vencesse em Espanha. Essa grande ajuda do Estado Novo aos nacionalistas/fascistas espanhóis levou a que Portugal e Espanha assinassem mutuamente, em 17 de março de 1939, o Tratado de Amizade e Não Agressão Luso-Espanhol, que mereceu um protocolo adicional em 29 de julho de 1940.

## O regime e a Segunda Guerra Mundial
Relativamente à Segunda Guerra Mundial, a atitude e a atuação de Salazar e do seu Governo podem sintetizar-se em quatro aspetos dominantes:
- o de preservar a população portuguesa dos efeitos mais dolorosos da guerra, pelo que Salazar tentou a todo o custo e conseguiu manter a neutralidade portuguesa neste conflito. Próximo ideologicamente do Eixo, o regime português escuda-se nisso e também na aliança com o Reino Unido para manter a tão desejada política de neutralidade. Esta assentava num esforço de não afrontamento a qualquer dos lados em beligerância. Mas, mesmo assim, Portugal continuava a sofrer de falta de produtos alimentares e de inflação;
- a contribuição muito significativa, igualmente quase decisiva, para a manutenção da neutralidade da Espanha. O alinhamento espanhol com o Eixo iria pôr seriamente em perigo a independência de Portugal e o controlo do Atlântico pelos Aliados. Este alinhamento iria também ter projeção negativa de dimensão imprevisível no decurso e resultado da guerra;
- a colaboração secreta com o regime nazi, como investigado por António Louçã (por exemplo em livros como Conspiradores e traficantes. Portugal no tráfico de armas e de divisas nos anos do nazismo. 1933–1945), ao mesmo tempo em que, por outro lado, Portugal era a porta de fuga de milhares de judeus da Europa para os Estados Unidos, embora muitos desses o tivessem feito ao arrepio do regime como prova o tratamento que Aristides de Sousa Mendes levou ao passar milhares de vistos de entrada em Portugal a judeus e outros;
- o apoio oportuno dado aos Aliados, com a concessão de instalações nos Açores às forças armadas aliadas. Esse apoio, sem qualquer afetação à soberania nacional, constitui um ato de grande relevância e contribuiu muito para a sobrevivência do Estado Novo no pós-Guerra.

Com a vitória dos Aliados, em 1945, verificou-se no Ocidente a expansão dos regimes democráticos pluralistas, adotado já por inúmeros países aliados (excetuando, claro, a União Soviética e a sua área de influência da Europa de Leste em que tratou de implantar regimes semelhantes ao seu). Esses países queriam democratizar toda a Europa Ocidental, incluindo a Península Ibérica. Essa atitude pôs seriamente o Estado Novo em perigo.
Assim, Salazar, teve de lutar arduamente, a nível externo, contra essas pressões, procurando fazer aceitar internacionalmente a continuação do Estado Novo com as características que tinha e sempre tivera, e que se saldou por um sucesso. Esse reconhecimento deveu-se ao facto de o regime ser muito anticomunista, promovendo-o a um parceiro não desprezível dos Estados Unidos. Foi mesmo ingressado na NATO (1949), onde ficou a par precisamente das democracias ocidentais vencedoras da Segunda Grande Guerra, na ONU (1955) e também na Associação Europeia de Comércio Livre (EFTA), em 1959.

## Principais abalos internos sofridos pelo Estado Novo
O regime sofreu diversos abalos provocados:
- Pelas tentações golpistas de forças de caráter abertamente fascista, à sua direita (nacionais-sindicalistas) liderados por Francisco Rolão Preto, e também pelas forças anarquistas da esquerda, nomeadamente os anarcossindicalistas (que tentariam assassinar Salazar em 1938);
- Pelas conspirações putschistas dos reviralhistas republicanos, repetidamente frustradas;
- Pela ação das forças políticas oposicionistas, principalmente o PCP e os democráticos, que periodicamente se candidatam a eleições presidenciais manipuladas secretamente pelo Estado Novo (sendo a mais conhecida e flagrante as presidenciais de 1958, em que concorre o general Humberto Delgado);
- Pelas tentativas golpistas efetuadas pelos militares democráticos (ex.: Golpe Botelho Moniz, em 1961);
- Pelas ações de luta armada realizadas por oposicionistas ao regime, nomeadamente a Ação Revolucionária Armada (ARA), ligada ao Partido Comunista Português, e as Brigadas Revolucionárias (BR). Entre outras ações destacam-se o assalto a bancos e a destruição de material militar;
- Pela Operação Dulcineia, realizada em 1961, comandada pelo capitão Henrique Galvão e apoiada pelo general Humberto Delgado, que sequestrou o transatlântico português Santa Maria e o levou para águas brasileiras. Com esta operação, considerada o primeiro ato de pirataria dos tempos modernos, procurava-se chamar a atenção mundial para os problemas causados pela ditadura de Salazar. O Santa Maria foi sequestrado em 22 de janeiro de 1961. Os passageiros e a tripulação que apoiaram a ação receberam asilo político no Brasil, em 3 de fevereiro por Jânio Quadros. O fotógrafo Antônio Lúcio e o repórter Miguel Urbano Rodrigues, ambos do jornal O Estado de S. Paulo, encontraram o navio em águas brasileiras, em 29 de janeiro e contribuíram para uma ampla difusão do ato.
- Pela ação dos jovens, principalmente universitários, a partir da década de 1960, que queriam a democracia, o fim da guerra colonial e a liberdade. Sucederam-se várias crises académicas, uma das mais célebres ações em 1962;
- Pela forte emigração portuguesa (maioritariamente clandestina) para outros países europeus (ao todo, emigraram cerca de dois milhões de portugueses), especialmente para França, começada a partir da década de 60.

## Queda do Estado Novo
O Estado Novo, após 41 anos de vida, é derrubado no dia 25 de abril de 1974. O golpe que acabou com o regime foi efetuado pelos militares do Movimento das Forças Armadas (MFA). O golpe militar contou com a presença da população, cansada da repressão, da censura, da guerra colonial e do abrandamento económico motivado pelo choque petrolífero de 1973. Ficou conhecida por Revolução dos Cravos. Neste dia, diversas unidades militares comandadas por oficiais do MFA marcharam sobre Lisboa, ocupando uma série de pontos estratégicos. As guarnições militares que supostamente eram apoiantes do regime renderam-se e juntaram-se aos militares do MFA.
O regime caiu sem ter quase quem o defendesse. Os acontecimentos deste dia culminaram com a rendição de Marcello Caetano, sitiado pelo capitão Salgueiro Maia, no Quartel do Carmo.
Foi uma revolução considerada "não sangrenta" e "pacífica", sendo que no dia 25 de abril propriamente dito houve apenas quatro mortos, vítimas de disparos da polícia política do Estado Novo, a DGS, junto à sua sede.